# Leptopelis marginatus
Leptopelis marginatus är en groddjursart som först beskrevs av Bocage 1895.  Leptopelis marginatus ingår i släktet Leptopelis och familjen Arthroleptidae. IUCN kategoriserar arten globalt som otillräckligt studerad. Inga underarter finns listade i Catalogue of Life.